# Knut Fredrik Söderwall

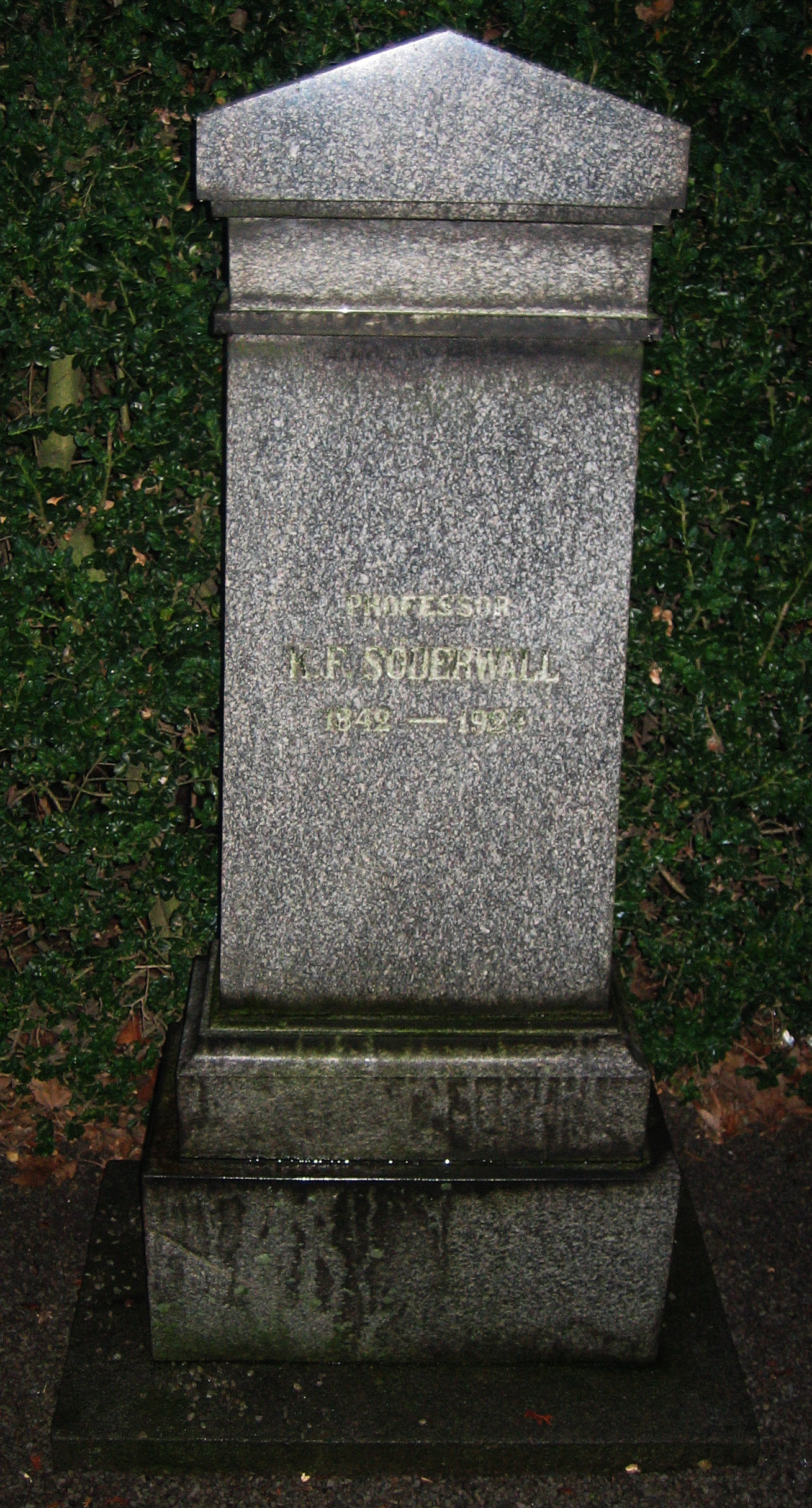
Knut Fredrik Söderwalls grav på Klosterkyrkogården i Lund.

Knut Fredrik Söderwall, född 1 januari 1842 i Drängsereds socken, Hallands län, där fadern då var kyrkoherde, död 30 maj 1924 i Lunds domkyrkoförsamling, Lund, var en svensk språkforskare. Han var son till prosten Per Söderwall och Margareta Johanna von Wachenfeldt.  Han invaldes 1892 som ledamot av Svenska Akademien på stol nr 5. 

## Biografi
Söderwall, som gick i Lunds katedralskola, blev student vid Lunds universitet 1858. Han blev filosofie kandidat 1863 och filosofie doktor 1865. Han blev samma år docent i nordiska språk och adjunkt i ämnet 1872. Söderwall var även extra ordinarie amanuens vid universitetsbiblioteket 1865–72. Söderwall företog 1875 som innehavare av statens mindre resestipendium en resa i Danmark och Tyskland. Utnämningen till extra ordinarie professor i nordiska språk ägde rum den 26 november 1886, varpå han, efter kallelse av humanistiska sektionen, den 12 maj 1892 utnämndes till ordinarie professor i samma ämne efter Theodor Wisén. Han hade dessförinnan under flera läsår förestått denna professur. Söderwall var från 1897 universitetets prorektor. 
Söderwalls vetenskapliga verksamhet rörde sig huvudsakligen omkring svenska språket och dess äldre historia, och de värdefulla arbeten han tid efter annan offentliggjort inom detta område är av stor vikt för kännedomen om detta språks utveckling. Främst bland nämnda arbeten står Hufvudepokerna af svenska språkets utbildning (1870; för vilken avhandling han 1868 erhöll Svenska akademiens andra pris). Till detta sluter sig avhandlingarna Om verbets rektion i fornsvenskan (1865), Några anmärkningar öfver de svenska kasusformerna under medeltiden (samma år) och Om främmande ords behandling i fornsvenskan (1867; alla dessa tre intagna i "Lunds universitets årsskrift"). 
Dessutom utgav Söderwall Några svenska medeltidsord (1880; utgörande prov av hans samlingar till en fornsvensk ordbok), Studier öfver Konungastyrelsen (samma år, i "Lunds universitets årsskrift") samt 6:e bandet av Rydqvists Svenska språkets lagar (1883), varmed detta verk avslutades. Bland hans övriga skrifter kan nämnas Några anmärkningar om bearbetningar af skriften "De regimine principium" af Egidius de Columna (1880), Smärre bidrag till textkritiken af svenska medeltidsskrifter (1881), De nordiska språkens uttryck för sedliga begrepp (1895; inträdesföreläsning), Medeltida rättsuttryck från Värmland, Närke och Småland (1906) och Rättsuttryck i den fornsvenska pentateukparafrasen (1914). 
På uppdrag av Svenska fornskriftsällskapet utgav Söderwall 1884–1918 det stort anlagda verket Ordbok öfver svenska medeltidsspråket (i "Samlingar" utgivna av nämnda sällskap), ett arbete, som till och med 1891 åtnjöt understöd av Svenska akademien och som 1886 tillskyndade Söderwall kung Karl Johans pris för litterära förtjänster liksom 1888 av Kungliga Vetenskapsakademien Letterstedtska priset för originalarbete. Sedan Svenska Akademien 1883 återupptagit den någon tid vilande planen att utge en ordbok över nysvenskan, erhöll Söderwall  (1884) uppdraget att, sedan de förberedande excerperingsarbetena blivit avslutade, ombesörja redigeringen av nämnda ordbok under professor Wiséns överinseende. 
Efter dennes död (1892) blev Söderwall högste ledare av ordboksföretaget, varmed han fortsatte till 1912, och därjämte Wiséns efterträdare i Svenska Akademien. Söderwall var dessutom ledamot av Vetenskapsakademien (1900) och hedersledamot av Vetenskaps- och vitterhetssamhället i Göteborg (1901) samt av Vitterhetsakademien (1909), liksom ledamot av flera inhemska och utländska akademier och lärda sällskap, bland dem Det Nordiske Oldskriftselskab (1884), Danske Videnskabernes Selskab (1894) och Akademie der Wissenschaften i München (1895). På Söderwalls 70-årsdag 1912 ägnades honom en festskrift, som bland annat innehåller Söderwalls bibliografi. Söderwall ligger begraven på Klosterkyrkogården i Lund.

## Tryckta skrifter
Se A. Malm: "Professor K.F. Söderwalls biobibliografi", tryckt i Festskrift till K.F. Söderwall på hans sjuttioårsdag den 1 januari 1912 (Lund 1912) sidorna 361-366.

## Priser och utmärkelser
- 1868 – Kungliga priset
- 1892 – Ledamot av Svenska Akademien
- 1900 – Ledamot av Kungliga Vetenskapsakademien